# 2014-es közgyűlési választás Békés megyében
A 2014-es megyei közgyűlési választásokat október 12-én bonyolították le, az általános önkormányzati választások részeként.
Békés megyében a szavazásra jogosultak kevesebb mint fele, 115 ezer polgár ment el szavazni. A szavazók öt lista jelöltjei közül választhattak.
A választásokat a Fidesz-KDNP nyerte meg – tizenegy képviselőjük a többséget jelentette a tizennyolc fős közgyűlésben. Második lett a Jobbik, harmadik az MSZP. Bejutott még a közgyűlésbe a DK, kimaradt viszont az Együtt.
A közgyűlés új elnöke Zalai Mihály, a Fidesz-KDNP listavezetője lett.

## A választás rendszere
A megyei közgyűlési választásokat az országosan megrendezett általános önkormányzati választások részeként tartották meg. A szavazók a településük polgármesterére és a helyi képviselőkre is ekkor adhatták le a szavazataikat.
A választás rendszerének alapját a 2010-ben elfogadott módosítások jelentették.
A közgyűlési választásokon csak a községek, nagyközségek és városok polgárai vehettek részt. Mivel a megyei jogú városok nem tartoztak a megye joghatósága alá, így polgáraik nem is szavazhattak a megye önkormányzatának összetételéről.
A választók egy választókerületbe tartoztak, ahol listákra szavazhattak. A szavazatokat arányosan osztották el az érvényes szavazatok 5%-át – közös lista esetén 10/15%-át – elérő szervezetek között.
A 2010-es választásokhoz képest két lényeges változás lépett érvénybe: egyrészt a képviselőket öt évre választották (a korábbi négy helyett), másrészt az ajánlások számát 0,5%-ra mérsékelték (a korábbi 1%-ról).

### Választókerület
|                            | Település | Lakó (2014.jan.1.) | Megyei képviselő |
| -------------------------- | --------- | ------------------ | ---------------- |
| Közgyűlési választókerület | 74        | 303 753            | 18               |
| Megyei jogú város          | 1         | 61 363             | -                |
| Összesen                   | 75        | 365 116            | 18               |

Békés megyében a közgyűlés létszáma 18 fő volt. A szabályok szerint a megyei közgyűlés létszáma a megye egészének lakosságszámához igazodott – függetlenül attól, hogy Békéscsaba polgárai nem szavazhattak a Békés megyei önkormányzat összetételéről. Ebben az évben a megyének 365 ezer lakója volt.
A közgyűlést a megye 45 községének, 8 nagyközségének és 21 városának polgárai választhatták meg.
A választásra jogosult polgárok száma 250 ezer volt. A polgárok szűk harmada ötezer fősnél kisebb településeken lakott, egyötödük pedig huszonötezer fősnél nagyobb városokban élt.
A legkevesebb polgár a román államhatár mellett található Újszalonta községben élt (102 polgár), míg a legtöbb Gyula városában lakott (26 196 polgár).
| Településméret (lakók száma) | Település | Választójogosult | Választójogosult | Megjegyzés                                      |
| ---------------------------- | --------- | ---------------- | ---------------- | ----------------------------------------------- |
| 1 – 1 000                    | 18        | 8 827            | 3,54%            | legkisebb község: Újszalonta                    |
| 1 001 – 5 000                | 37        | 68 751           | 27,55%           |                                                 |
| 5 001 – 10 000               | 12        | 62 130           | 24,90%           | legifjabb város: Kondoros (2013)                |
| 10 001 – 25 000              | 5         | 58 978           | 23,63%           | Sarkad, Mezőberény, Gyomaendrőd, Szarvas, Békés |
| 25 000 fölött                | 2         | 50 880           | 20,39%           | Orosháza, Gyula                                 |
| Összesen                     | 74        | 249 566          |                  |                                                 |

## Jelöltállítás

### Listák
A közgyűlési választásokon öt párt állított listát: a Fidesz és a KDNP közös listát indítottak, míg önálló listát állított az MSZP, a Jobbik, az Együtt és a DK. A Munkáspárt is próbálkozott a listaállítással, de elegendő ajánlás híján a választási szervek elutasították a nyilvántartásba vételt.
Önálló lista állításához 1253, közös lista állításához 2506 választópolgár ajánlásának összegyűjtésére volt szükség.
| #.      | Lista       | Lista   | Szervezet   | Szervezet                         | Szervezet   | Jelöltek száma |
| #.      | neve        | típusa  |             | neve                              | hatókör     | Jelöltek száma |
| ------- | ----------- | ------- | ----------- | --------------------------------- | ----------- | -------------- |
| 1.      | Együtt      | önálló  |             | Együtt – a Korszakváltók Pártja   | országos    | 6              |
| 2.      | Fidesz-KDNP | közös   |             | Fidesz – Magyar Polgári Szövetség | országos    | 51             |
| 2.      | Fidesz-KDNP | közös   |             | Kereszténydemokrata Néppárt       | országos    | 51             |
| 4.      | MSZP        | önálló  |             | Magyar Szocialista Párt           | országos    | 16             |
| 5.      | DK          | önálló  |             | Demokratikus Koalíció             | országos    | 17             |
| 6.      | Jobbik      | önálló  |             | Jobbik Magyarországért Mozgalom   | országos    | 14             |
| 5 lista | 5 lista     | 5 lista | 6 szervezet | 6 szervezet                       | 6 szervezet | 104            |

## Részvétel
Hat szavazóra hét távolmaradó jutott
A 250 ezer szavazásra jogosult polgárból 115 ezer vett részt a választásokon (46%), közülük ötezren szavaztak érvénytelenül (4,4%).
|                                  |                                  |         | jogosultak arányában | szavazók arányában |
| -------------------------------- | -------------------------------- | ------- | -------------------- | ------------------ |
| Választójogosult                 | Választójogosult                 | 249 566 |                      |                    |
| Szavazó                          | Szavazó                          | 115 112 | 46,12%               |                    |
| érvényes szavazólap              | érvényes szavazólap              | 110 027 | 44,09%               | 95,59%             |
| érvénytelen / hiányzó szavazólap | érvénytelen / hiányzó szavazólap | 5 085   | 2,04%                | 4,42%              |
| Távolmaradó                      | Távolmaradó                      | 134 454 | 53,88%               |                    |

### Választási küszöb
A közgyűlésbe jutáshoz szükséges szavazatszám az önálló listáknál 5502, a közös listák esetében pedig 11 003 volt

## Eredmény
A Fidesz-KDNP nagy fölénnyel nyerte meg a választásokat (55%). A második helyen a Jobbik végzett (21%), az MSZP harmadik lett (14%). Bejutott még a közgyűlésbe a DK (5,8%).
Az Együtt (4,1%) nem érte el a közgyűlésbe kerüléshez szükséges 5%-os határt.
| Szervezet   | Sorrend | Érvényes szavazatok | Érvényes szavazatok | Küszöb | Képviselők | Képviselők |
| ----------- | ------- | ------------------- | ------------------- | ------ | ---------- | ---------- |
| Fidesz-KDNP | 1.      | 60 354              | 54,85%              | ✓      | 11         | 61,11%     |
| Jobbik      | 2.      | 23 058              | 20,96%              | ✓      | 4          | 22,22%     |
| MSZP        | 3.      | 15 794              | 14,35%              | ✓      | 2          | 11,11%     |
| DK          | 4.      | 6 360               | 5,78%               | ✓      | 1          | 5,55%      |
| Együtt      | 5.      | 4 461               | 4,05%               | ✗      | 0          |            |
| Összesen    |         | 110 027             |                     |        | 18         |            |

## Az új közgyűlés
A Békés Megyei Közgyűlésben a FIDESZ-KDNP 11, a Jobbik 4, az MSZP 2, a DK pedig 1 tagú frakciót alakíthatott az összesen 18 tagú közgyűlésben. A közgyűlés elnöke Zalai Mihály (Fidesz–KDNP), alelnöke Tolnai Péter (FIDESZ-KDNP), valamint társadalmi megbízatású alelnök lett Várfi András.
A közgyűlés összetétele a 2010. évi önkormányzati választások alapján:
| Megyei lista neve | Megszerzett mandátumok száma |
| ----------------- | ---------------------------- |
| FIDESZ-KDNP       | 11                           |
| JOBBIK            | 4                            |
| MSZP              | 2                            |
| DK                | 1                            |

A közgyűlésben 4 képviselőcsoport jött létre: FIDESZ-KDNP, Jobbik, MSZP, DK. Az alakuló ülésen a közgyűlésbe be sem jutott Farkas Zoltán helyére Zalai Mihályt választották meg elnökké, ezúttal nem 4, hanem már 5 évre.
Képviselők:
- A Békés megyei FIDESZ-KDNP-frakció tagjai: Hamza Zoltán Gábor, Kónya István, dr.Kulcsár László István, Mucsi András (politikus), Ruck Márton, Simon István Tamás, Szegedi Balázs, Takács Ferenc, Tolnai Péter, Zalai Mihály, Závoda Ferenc
- A Békés megyei Jobbik-frakció tagjai: Csüllög László Mihály, Gajdos Attila, Samu Tamás Gergő, Sinka Imre
- A Békés megyei MSZP-frakció tagjai: Pluhár János László, Varga Zoltán
- A Békés megyei DK-frakció tagjai: Árgyelán György